# Шарман (коммуна)
Шарма́н (фр. Charmant) — коммуна во Франции, находится в регионе Пуату — Шаранта. Департамент — Шаранта. Входит в состав кантона Вильбуа-Лавалет. Округ коммуны — Ангулем.
Код INSEE коммуны — 16082.
Коммуна расположена приблизительно в 410 км к юго-западу от Парижа, в 125 км южнее Пуатье, в 17 км к югу от Ангулема.

## Население
Население коммуны на 2008 год составляло 317 человек.
| 1962 | 1968 | 1975 | 1982 | 1990 | 1999 | 2008 |
| ---- | ---- | ---- | ---- | ---- | ---- | ---- |
| 382  | 307  | 270  | 265  | 323  | 327  | 317  |

## Администрация
| Период | Период | Фамилия       | Партия        | Примечания          |
| ------ | ------ | ------------- | ------------- | ------------------- |
| 1947   | 1971   | Альбер Гальто |               |                     |
| 1971   | 1989   | Жан Мишо      |               |                     |
| 1989   | 2006   | Бернар Диссар | Разные правые | фермер              |
| 2006   |        | Жан-Жак Моро  |               | банковский служащий |

## Экономика
В 2007 году среди 210 человек в трудоспособном возрасте (15—64 лет) 160 были экономически активными, 50 — неактивными (показатель активности — 76,2 %, в 1999 году было 69,3 %). Из 160 активных работали 151 человек (87 мужчин и 64 женщины), безработных было 9 (5 мужчин и 4 женщины). Среди 50 неактивных 11 человек были учениками или студентами, 19 — пенсионерами, 20 были неактивными по другим причинам.

## Достопримечательности
- Церковь Нотр-Дам (XI—XII века). Памятник истории с 1846 года[7]
- Бывший монастырь. Памятник истории с 1925 года[8]

## Фотогалерея

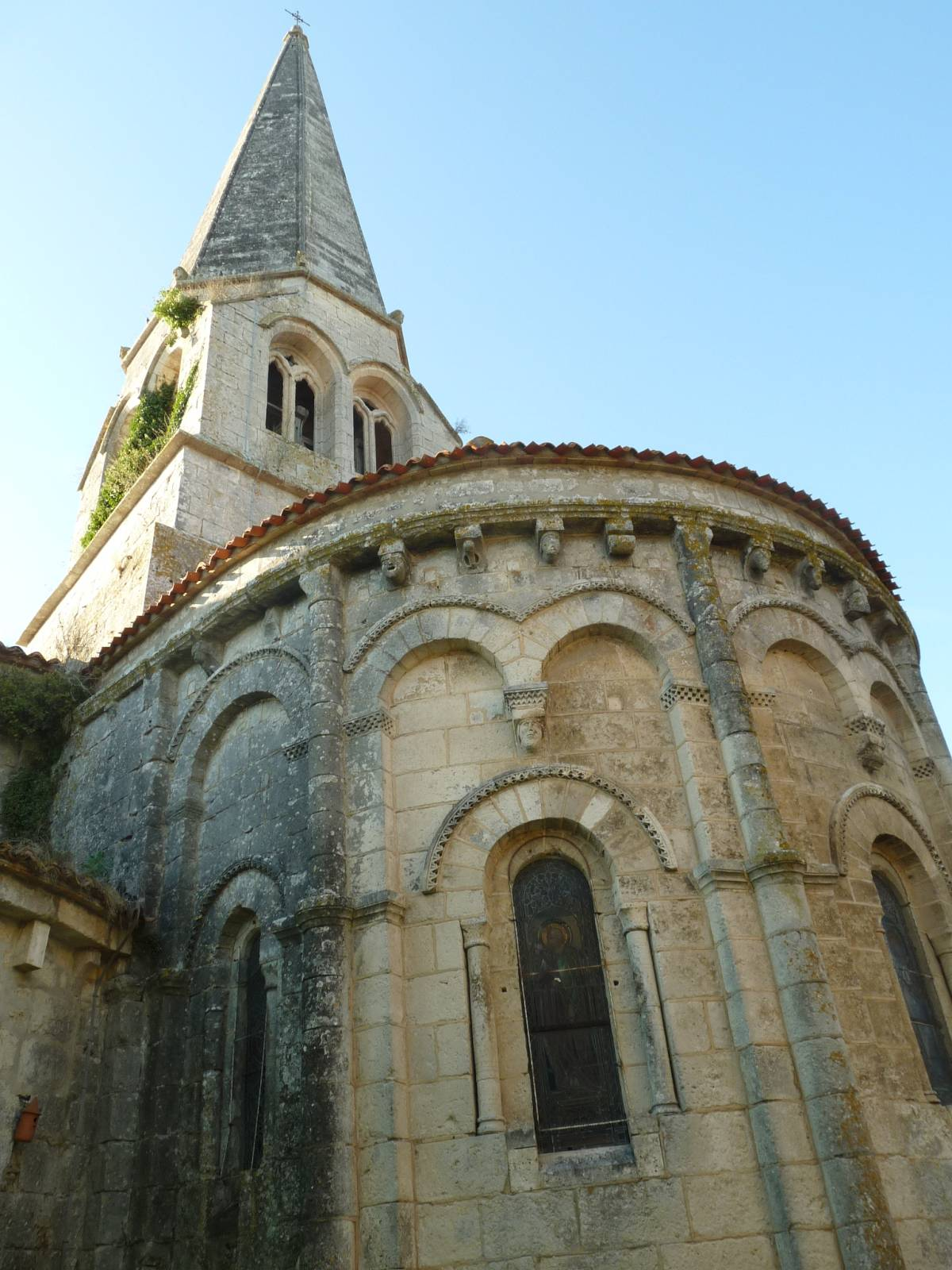
Церковь Нотр-Дам
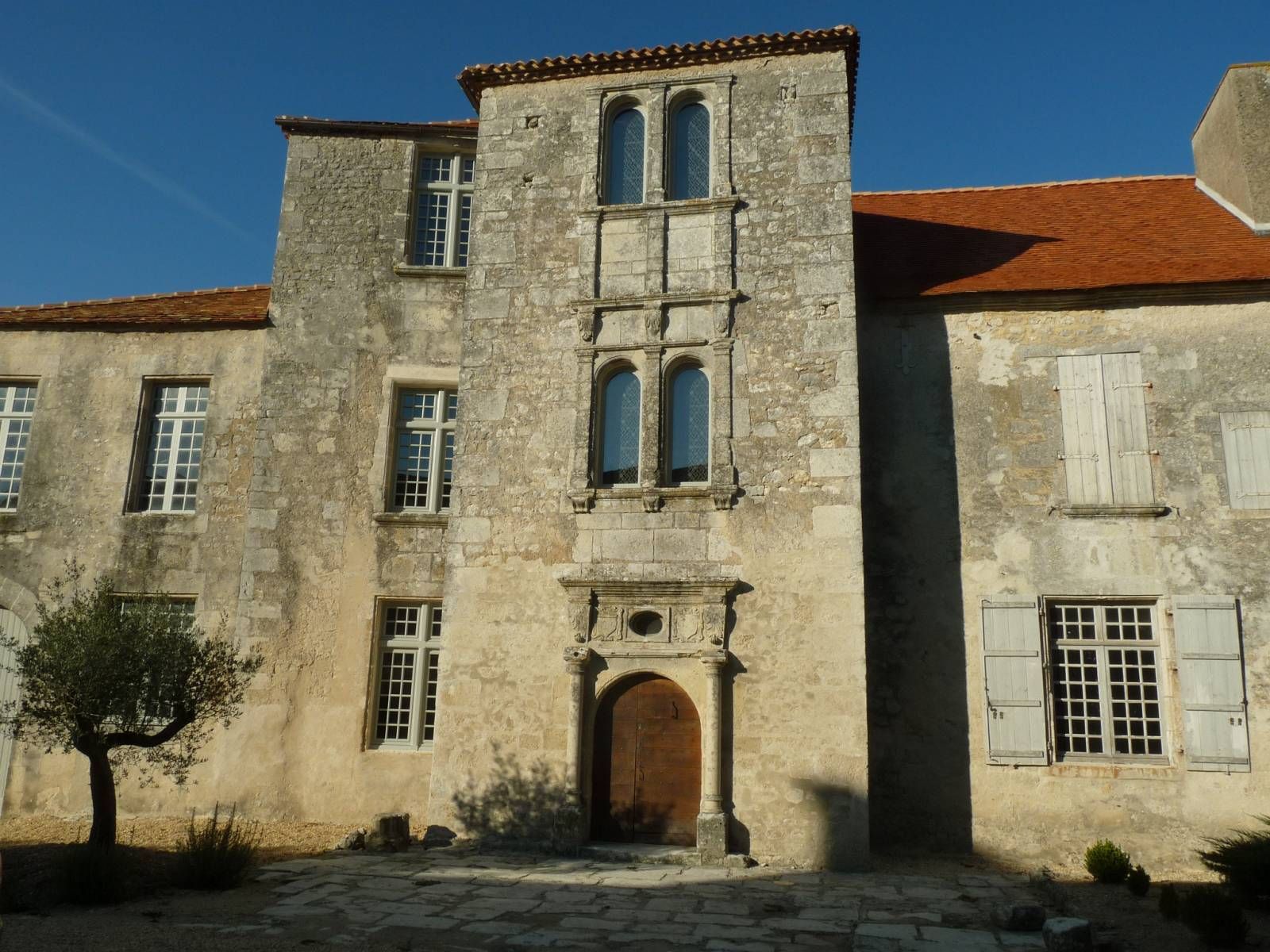
Замок
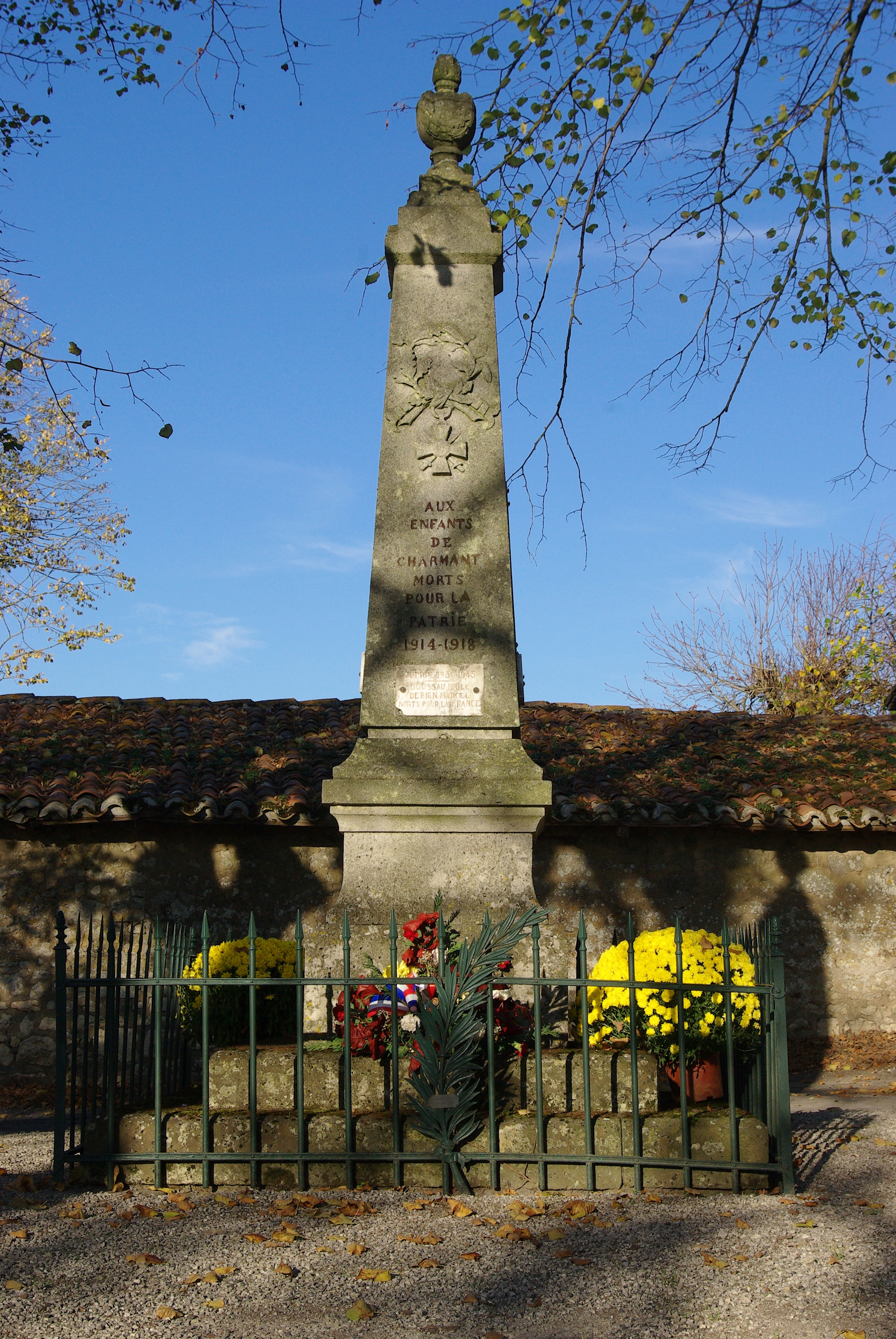
Военный мемориал